# Yaguachi (canton)
Yaguachi est un canton d'Équateur situé dans la province de Guayas.